# Bourama Diémé
Bourama Diémé (ou Bourama Dieme), né le 1er janvier 1919 à Marsassoum en Casamance et mort le 6 juin 1999 à Sarcelles,, est un militaire engagé par les tirailleurs sénégalais de l'armée française. Héros de la Seconde Guerre mondiale, il est notamment Commandeur de la Légion d'honneur.

## Biographie
Engagé dans l'armée française le 5 janvier 1939, il est incorporé au 16e régiment de tirailleurs sénégalais. Il stationne en Alsace-Lorraine pendant la « drôle de guerre » et vit ses premiers combats dans la Sarre,. En Lorraine à partir d'avril 1940 puis dans la Somme en mai, il est à Villers-Bretonneux en juin. Fait prisonnier, il est par chance non exécuté par les Allemands mais envoyé à Berlin puis dans les Landes (camp de Buglose) en 1941,. En mars 1942, il parvient à s'évader et, via la zone libre, rejoint Dakar,. Il intègre les Forces françaises libres[réf. nécessaire] et participe au débarquement en Provence en août-septembre 1944,. Il est promu caporal-chef en 1948.
En 1949, il prend part à la guerre d'Indochine où il est blessé par une mine. Lors d'une attaque ennemie à Bao Chuc, il fait preuve de bravoure, ce qui lui vaut d'être promu sergent. Il participe notamment à la bataille de Vĩnh Yên. Rentré au Sénégal, il est de nouveau volontaire pour repartir en Indochine en 1952. Il y rencontre notamment une vietnamienne qu’il épouse et de leur union naissent dix enfants.
Après le retrait de l'Indochine, il prend part à la guerre d'Algérie et y devient sergent-chef, de nouveau manifestant sa bravoure au combat. En 1956, il est également envoyé en Égypte dans le cadre de la crise du canal de Suez,.
Lorsque la Fédération du Mali est dissoute en 1960, il intègre l'armée sénégalaise, au sein de laquelle il participe à deux opérations de maintien de la paix au Congo belge,. Réformé en 1964, il reste au Sénégal.
Il s'installe à Sarcelles en banlieue parisienne en 1989 pour suivre ses enfants. Il est fait Commandeur de la Légion d'honneur en 1991, mais malgré cela vit dans un dénuement important avec sa pension d'ancien combattant. Après de longues démarches, il obtient la nationalité française — elle n'est pas automatique — en 1996 et sa pension est revalorisée. Il meurt le 6 juin 1999. Sa femme, qui n'obtient pas la nationalité française de son côté, meurt l'année suivante.

## Récompenses et honneurs
Il a reçu : la Médaille militaire, la Croix de guerre des Théâtres d'opérations extérieurs, la Croix de la valeur militaire (trois citations à l'ordre de l’armée, une citation à l'ordre de la division et une à l'ordre du régiment), la Médaille des évadés, la Médaille coloniale (Extrême-Orient), la Médaille commémorative française de la guerre 1939-1945, la Médaille commémorative de la campagne d'Indochine, la Médaille commémorative des opérations de sécurité et de maintien de l'ordre (Algérie) et la Médaille commémorative française des opérations du Moyen-Orient. Il est également Commandeur de la Légion d'honneur. Il est le seul sous-officier de cette génération de tirailleurs sénégalais à être élevé à ce niveau de l'ordre.

## Hommages
En 2004-2005, Bourama Diémé est choisi comme parrain par les élèves sous-officiers de la 225e promotion de l'École nationale des sous-officiers d'active,. C'est la première fois qu'un sous-officier africain des troupes coloniales est choisi pour parrain,.
Le témoignage radiophonique de Bourama Diémé est présent dans Mémoires de tirailleurs, les anciens combattants d'Afrique noire racontent (2015) de Théogène Karabayinga.